# Shenyang WS-10
Ne doit pas être confondu avec CAIC WZ-10.
Le Shenyang Liming WS-10, ou WS-10 (chinois : 涡扇-10 ; pinyin : Wōshàn-10, signifiant « Turbofan-10 »), baptisé « Taihang », est un turboréacteur développé et produit par l'industrie aéronautique chinoise. Le WS-10A équipe le Shenyang J-15, le Shenyang J-11, le Chengdu J-10, le Shenyang J-31/J-35 (en remplacement du moteur russe Saturn AL-31F à partir de 2020) et le Chengdu J-20,.

## Conception et développement
Le WS-10 est une évolution des dernières versions du WS-6, dont la production fut arrêtée au début des années 1980. En 1987, la China Aviation Industry Corporation demanda à l'Institut de recherche sur les moteurs d'aviation de Shenyang (aussi connu sous le nom d'Institut 606) de développer un nouveau modèle de réacteur qui fut nommé WS-10. Les performances de la première mouture du WS-10 furent jugées insuffisantes et une nouvelle version fut développée. Cette version prit le nom de WS-10A et fut testée en 2002 sur un Shenyang J-11 modifié.
En 2005, des sources russes proches du projet WS-10A rapportèrent que le but de ce programme était de développer un réacteur légèrement plus puissant que le Saturn AL-31F. Ces mêmes sources firent état de problèmes rencontrés par les ingénieurs chinois dans le développement des compresseurs HP et BP afin de faire correspondre leur masse avec celui prescrit par le cahier des charges ainsi que de difficultés pour atteindre la poussée initialement prévue. Elles rapportèrent que les chinois étudiaient la possibilité de doter le réacteur d'une tuyère à poussée vectorielle. Encore en 2005, les médias locaux rapportèrent que le WS-10A avait subi avec succès 4 mois de test et que le moteur serait certifié par les autorités compétentes en 2006.
Si l'on en croit Li Cunbao, un pilote de J-10 interviewé en 2007, le WS-10 n'est pas encore monté sur le J-10 car, bien que disposant de performances équivalentes au Saturn AL-31F, il ne se montre pas aussi réactif que ce dernier[réf. nécessaire].
Le WS-10A aurait une poussée de 13 200 kgf en PC et un rapport poussée/masse de 7,5, ce qui le classe dans la même catégorie que le Saturn AL-31F. Il fut pour la première fois présenté au public en 2008 lors du salon aéronautique de Zhuhai. Le WS-10A dispose d'un compresseur HP à 7 étages, d'une chambre de combustion annulaire compacte et d'une turbine à aubes refroidies par film d'air. Le WS-10A est le premier réacteur produit en Chine équipé d'aubes de turbine monocristallines à base de nickel, ce superalliage permet d'augmenter la température de fonctionnement de la turbine et donc d'augmenter la poussée du moteur. Le réacteur est aussi doté d'un FADEC. le réacteur pourra, à terme, être doté d'une tuyère à poussée vectorielle 2 axes similaire à celle montée sur le Saturn AL-31F TVN.
Le 2 avril 2009, Lin Zuoming, le directeur de la CAIC, fit état de problèmes dans les procédures de contrôle qualité sur les lignes de production ; il déclara que la résolution de ces problèmes serait une étape clé de la mise en service opérationnel du WS-10A. En attendant, le temps moyen de fonctionnement entre deux vérifications (MTBO) du WS-10A est de 30 heures, contre 400 heures pour son équivalent russe.
D'autres versions du WS-10 sont en cours de développement, dont une version à fort taux de dilution en vue de motoriser des avions de transport et une version turbine à gaz à même d'équiper des navires.
La version à poussée vectorielle, baptisée WS-10B, est en phase de test[Quand ?]. Cette version aura une poussée supérieure, de 135 kN.
Le WS-10G, disposant d'une poussée de 155 kN, est aussi en cours d'essais.

## Versions
- WS-10 - Version de base : 126 kN de poussée
- WS-10A - Version améliorée : 132 kN de poussée
- WS-10B - Version améliorée à poussée vectorielle : 135 kN de poussée
- WS-10G - Version améliorée : 155 kN de poussée
- WS-10H - Version améliorée : 125 kN de poussée. Il est monté sur des Shenyang J-15 et des Shenyang J-11[9].